# Las Delicias (Valladolid)
El barrio de Las Delicias es un barrio de Valladolid, Castilla y León, España, cuya extensión es de más de 160 hectáreas.

## Población
La población actual del barrio de las Delicias está formada por 27.538 habitantes, según el censo del Ayuntamiento de Valladolid en el padrón municipal de 2015. El barrio muestra, además, un envejecimiento de la población, lo que ha provocado una disminución del número de alumnos en la enseñanza secundaria.

## Datos básicos
Sus códigos postales son 47008, 47012 y 47013.

## Límites
Forma parte del distrito 4 de la ciudad junto con los barrios de Campo Grande (Renfe) y Caamaño-Las Viudas.
Los límites según el Ayuntamiento de Valladolid los marcan las calles: paseo Arco de Ladrillo, calle General Shelly, calle Argales, paseo Farnesio, avenida Segovia, línea ferrocarril Madrid-Irún, calle San Isidro, paseo Juan Carlos I, calle General Shelly, calle Arca Real, calle Transición, calle Embajadores, paseo Juan Carlos I, paseo Arco de Ladrillo.

## Historia

### Orígenes

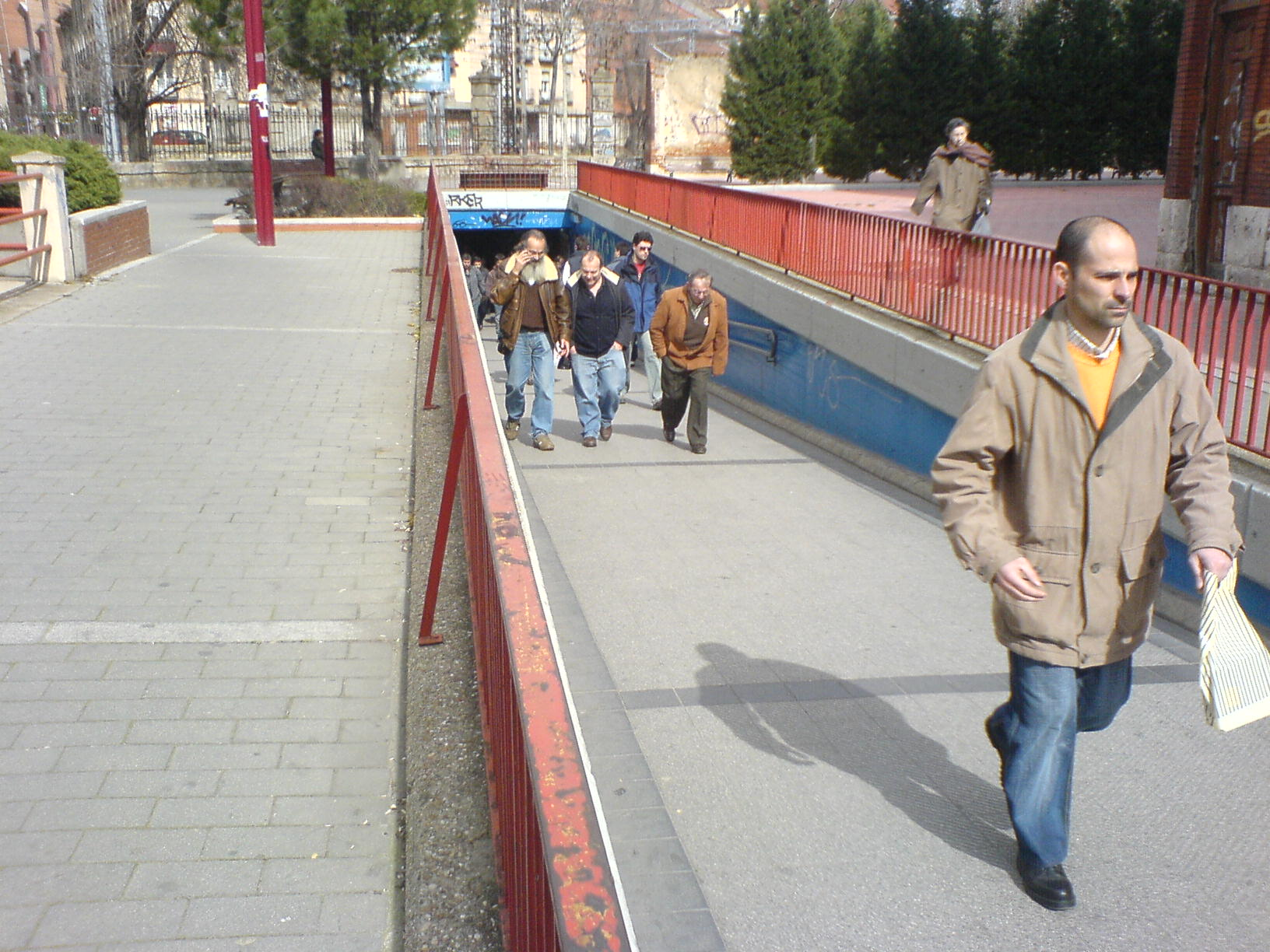
Parte peatonal del túnel de Las Delicias, que une el barrio con el centro.

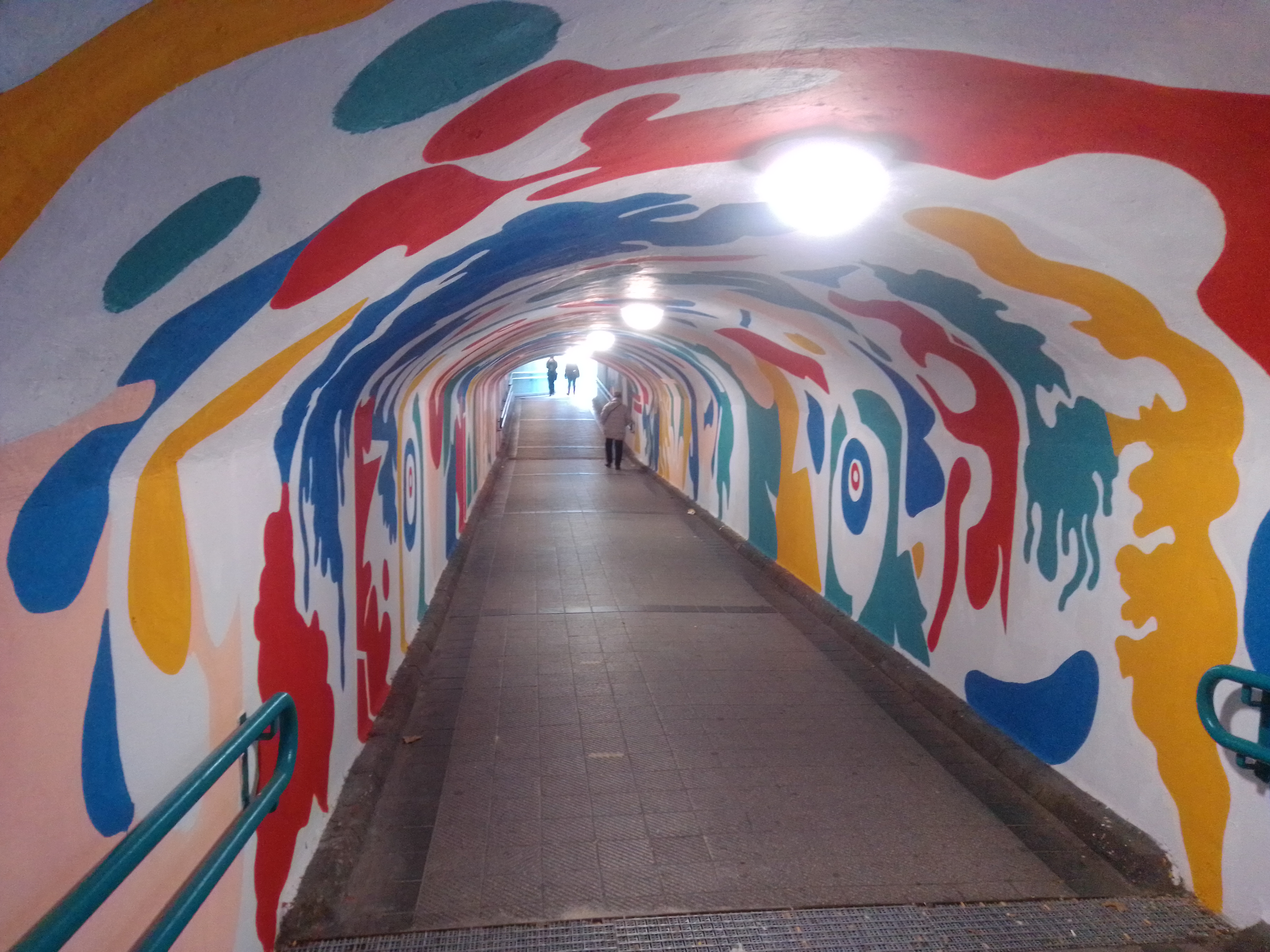
Interior del túnel a inicios de 2020

El barrio de Las Delicias nace a comienzos del siglo XX dentro de la capital vallisoletana. Es el primer barrio que se ubica en el cinturón exterior de las vías del tren, por lo que los nuevos vecinos de Las Delicias ocuparon tierras de labor de forma ilegal.
El barrio creció con vecinos provenientes de las zonas rurales castellanas, alimentando el éxodo rural de la época. Aquellos nuevos vecinos de Las Delicias siguieron construyendo sus casas molineras en las tierras de labranza de las fincas de Francisco Caamaño y sobre los lotes de terreno de Pedro Tranque y de Tomás Villanueva, originando conflictos con el Ayuntamiento de Valladolid. Tras largas negociaciones, los vecinos fueron reconocidos como ciudadanos vallisoletanos. Esos nuevos vecinos rápidamente encontraron trabajo en los talleres del ferrocarril, adyacentes al nuevo barrio.

### Origen del nombre
Ya que esos nuevos vecinos encontraron trabajo en la industria ferroviaria, tomaron como modelo de barrio el de Las Delicias, en Madrid, que también estaba compuesto mayoritariamente por ferroviarios.

### Crecimiento
Durante los años 30 el barrio fue presa de la especulación inmobiliaria, frenada por la situación de posguerra que atravesaba el país.
Las Delicias fue el primer barrio al otro lado del cinturón que formaban las vías del tren en la capital del Pisuerga. Esto desde el principio fue un problema para los vecinos, que día tras día se veían obligados a cruzar las vías para pasar al otro lado de la ciudad. Tras numerosas muertes por atropellamiento en las vías y el poco uso de la pasarela instalada junto al paso a nivel del Portillo de la Merced, el Ayuntamiento accedió a crear en los años 50 dos túneles que dieran paso a vehículos y peatones sin necesidad de jugarse la vida cruzando la vía del tren. El paso de peatones entró en servicio el 9 de mayo de 1952, mientras que el de vehículos se inauguró el 18 de marzo de 1953. Fue a partir de ese momento cuando el barrio comenzó su crecimiento más importante. Gente proveniente de las zonas rurales de las provincias de Segovia, Zamora, Palencia, León y la propia Valladolid. 
Durante los años 50 y 60, la masiva llegada de población de las zonas rurales hizo que una necesidad de vivienda urgente obligara al Ayuntamiento a facilitar las condiciones de construcción en el barrio. Esto fue aprovechado por las constructoras, que rápidamente ocuparon el terreno y construyeron un gran número de viviendas, entre las que se encuentran las viviendas sociales del complejo de "Las Viudas", construidas en 1962 por el gobierno franquista para las viudas de la guerra civil española. Las casas construidas, debido a las subvenciones otorgadas y a lo barato de sus precios, fueron rápidamente ocupadas. Un año antes se habilitaron viviendas en el poblado industrial Arca Real. En 1962 se construyeron 600 viviendas en el polígono Jesús Aramburu. El siguiente grupo de viviendas levantado en el barrio fue el poblado Canterac (440 viviendas) en 1964, mientras que para los trabajadores de la factoría de Renault en Valladolid, más conocida como FASA, se construyó entre 1965-1966 el asentamiento homónimo. La rápida construcción hizo que no se dejara espacio para complejos sanitarios, institutos o colegios. Esto fue solucionado construyendo instalaciones deportivas, complejos sanitarios e institutos en el paseo de Juan Carlos I.
Actualmente, es el barrio vallisoletano que concentra mayor población inmigrante, con una cifra de 2.088 personas (en su mayoría provenientes de Bulgaria, Rumania y Marruecos). 

## Arterias principales

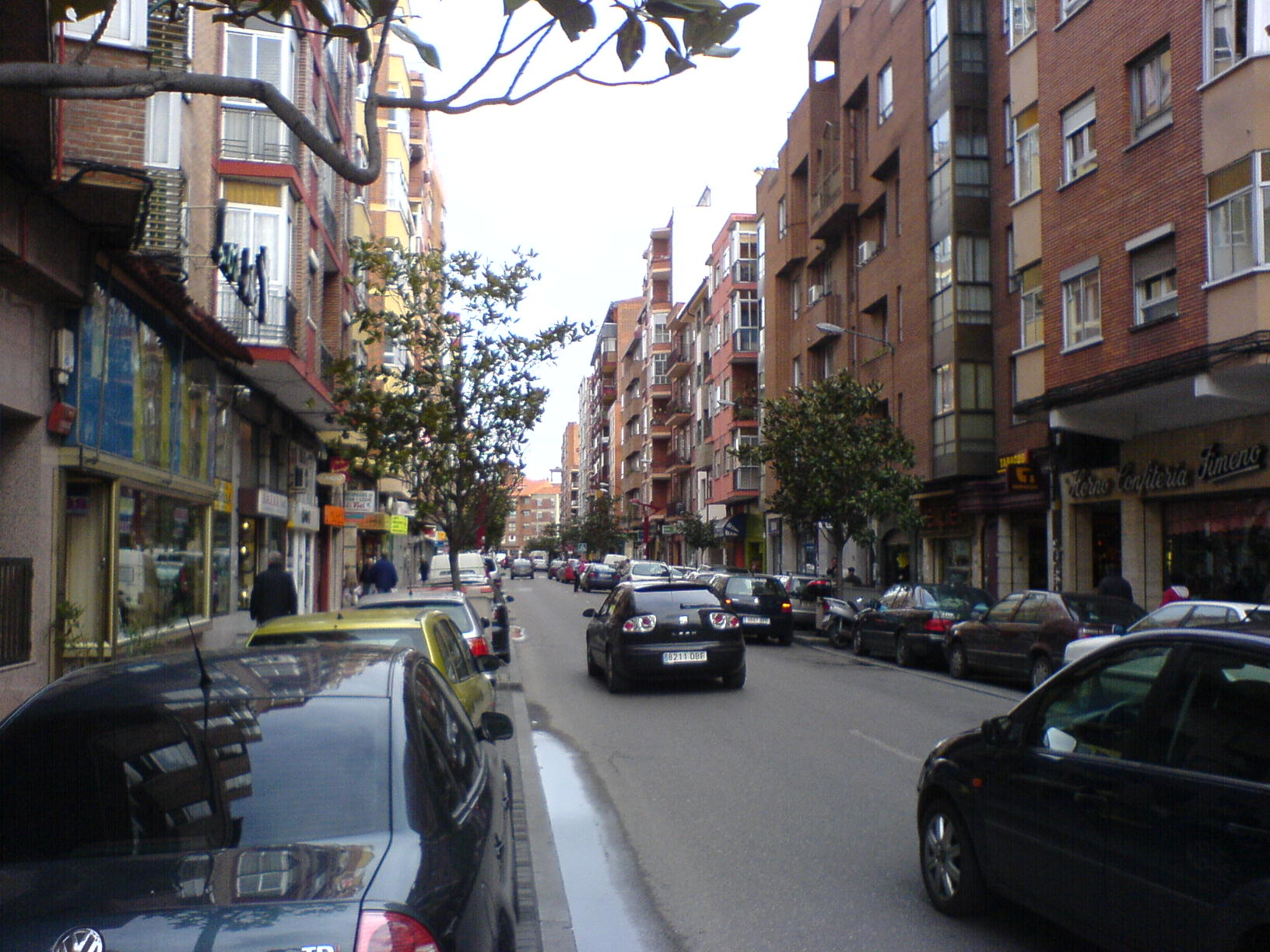
Avenida de Segovia, principal calle del barrio

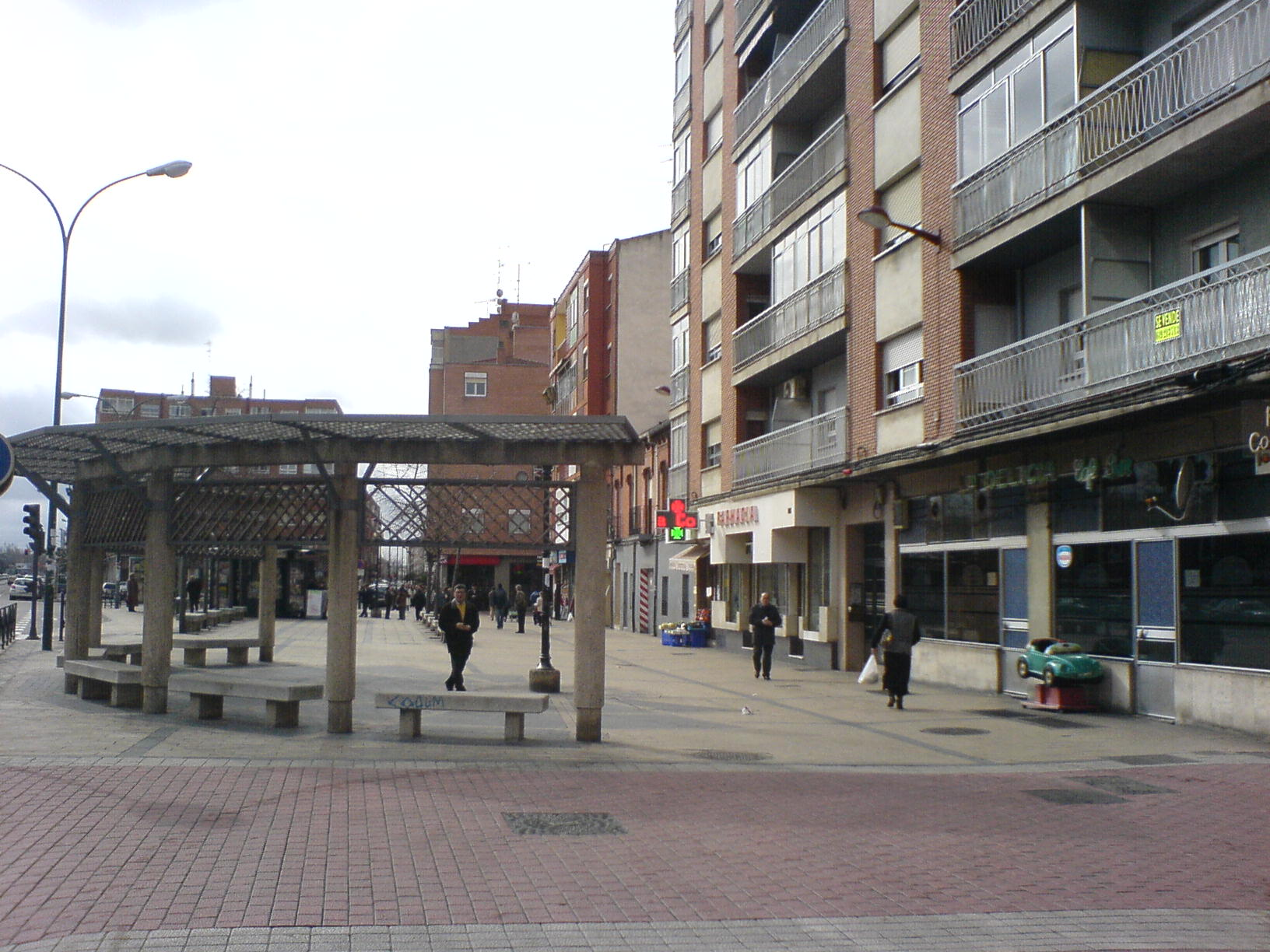
Plaza del Carmen, en la calle Embajadores

La principal calle del barrio es la avenida de Segovia, que transcurre desde el Túnel de Las Delicias, zona de la vía del tren, hasta el Polígono de San Cristóbal, para acabar en la Carretera de Segovia. Cuenta con numerosos comercios, bancos y el edificio de la Escuela Oficial de Idiomas de Valladolid.
Las otras dos grandes vías del barrio son: el paseo de Juan Carlos I, que cuenta con el centro cívico, el centro de salud, polideportivo e institutos, y la calle de Embajadores, que transcurre paralela a la avenida de Segovia y en la que se encuentra la plaza del Carmen, en frente de la Parroquia principal del barrio, la iglesia parroquial de Nuestra Señora del Carmen, único templo vallisoletano incendiado durante la Guerra Civil, fue abierta al culto sin terminar el 6 de julio de 1947 y terminada el 3 de abril de 1949.
Otras dos arterias a tener en cuenta en el barrio de Las Delicias, al menos por su influencia en el tráfico rodado, son el paseo San Vicente y el paseo de Farnesio, donde están los Talleres de Renfe BMI (base de mantenimiento integral).

## Iglesias
El barrio cuenta con siete parroquias en total:
- Iglesia de Nuestra Señora del Carmen
- Iglesia de San Francisco de Asís
- Parroquia de Santo Toribio de Mogrovejo
- Iglesia del Dulce Nombre de María
- Ermita de San Isidro
- La Inmaculada Concepción
- Parroquia de María Milagrosa